# Березоворудський район
Березовору́дський райо́н — адміністративно-територіальна одиниця УСРР з центром у с. Березова Рудка, утворена 7 березня 1923 у складі Прилуцької округи з Теплівської і Сасинівської волостей Пирятинського повіту Полтавської губернії. Спочатку називався Теплівський. Площа – 471 верста² (~536 км²). Населення – 27 633 особи.
Станом на 7 вересня 1923 року район налічував 11 сільрад (Березоворудська, Бубновщинська, Грабарівська, Гурбинська, Давидівська, Кейбалівська, Малютинська, Наталівська, Сасинівська, Смотриківська, Теплівська), кількість яких згодом скоротилася до 7. Чисельність населення на 7 вересня 1923 року становила 32 025 осіб. 25 лютого 1926 року у Березоворудському районі утворено дві нові сільради: Вечірківську і Крячківську.
13 червня 1930 року постановою ВУЦВК і Раднаркому УСРР було розформовано Прилуцьку округу з приєднанням її території до Лубенської округи. 2 вересня 1930 Лубенську округу було ліквідовано, і район перейшов у пряме підпорядкування республіканській владі у Харкові.
3 лютого 1931 ВУЦВК ухвалив постанову про реорганізацію районів, оскільки після проведеної цього самого року перевірки діяльності районів, їхнього економічного і фінансового стану постала необхідність певних змін у тодішньому адміністративно-територіальному поділі УСРР. Цією постановою було ліквідовано Березоворудський район, а його територію приєднано до Пирятинського району.